# Grasso (Taleggio)
Grasso [ˈɡrasso] (Grass [ɡrass] in dialetto bergamasco) è una contrada della frazione di Pizzino nel comune di Taleggio nell'omonima valle. Situata su un altipiano verdeggiante, la località domina la selvatica Valle Asinina.

## Geografia
La contrada del Grasso si trova su un altipiano verdeggiante a 896 m s.l.m. 
La contrada è collegata alla Strada Provinciale 25 che sale dagli Orridi di Taleggio da una strada comunale carrozzabile. Dista 40 chilometri a nord da Bergamo e 85 chilometri a nord-est da Milano.
Il clima è variabile e cambia in base alla stagione. Gli inverni sono generalmente freddi e umidi mentre le estati miti e soleggiate. Il mese più caldo è quello di luglio dove si possono raggiungere picchi di 25 gradi. Maggio risulta essere il mese più piovoso dell'anno caratterizzato da fenomeni temporaleschi di media intensità per brevi periodi di tempo.

## Origini del nome
Il toponimo deriva da Grasso Avostorio primo abitante della contrada.

## Storia
La contrada nasce come gruppo di abitazioni isolate staccatesi dalla frazione di Pizzino. Negli anni, complice l'aumento demografico, la piccola località crebbe forse a causa della particolare fertilità del terreno come suggerito dal toponimo. 
Nel 1756, contestualmente alla costruzione del campanile della chiesa Parrocchiale, gli abitanti iniziarono a costruire la loro chiesa. La concomitanza favorì il distaccarsi dal cantiere maggiore da parte degli abitanti della contrada; la risposta del parroco fu la non consacrazione del piccolo tempio che venne adibito a magazzino per i bergamini che facevano il carga munt (salivano agli alpeggi). La consacrazione avvenne il 3 agosto del 1935 per mano del parroco Nicola Ghilardi, prevosto di Pizzino

## Monumenti e luoghi di interesse

### Architetture religiose

#### Oratorio di San Francesco d'Assisi

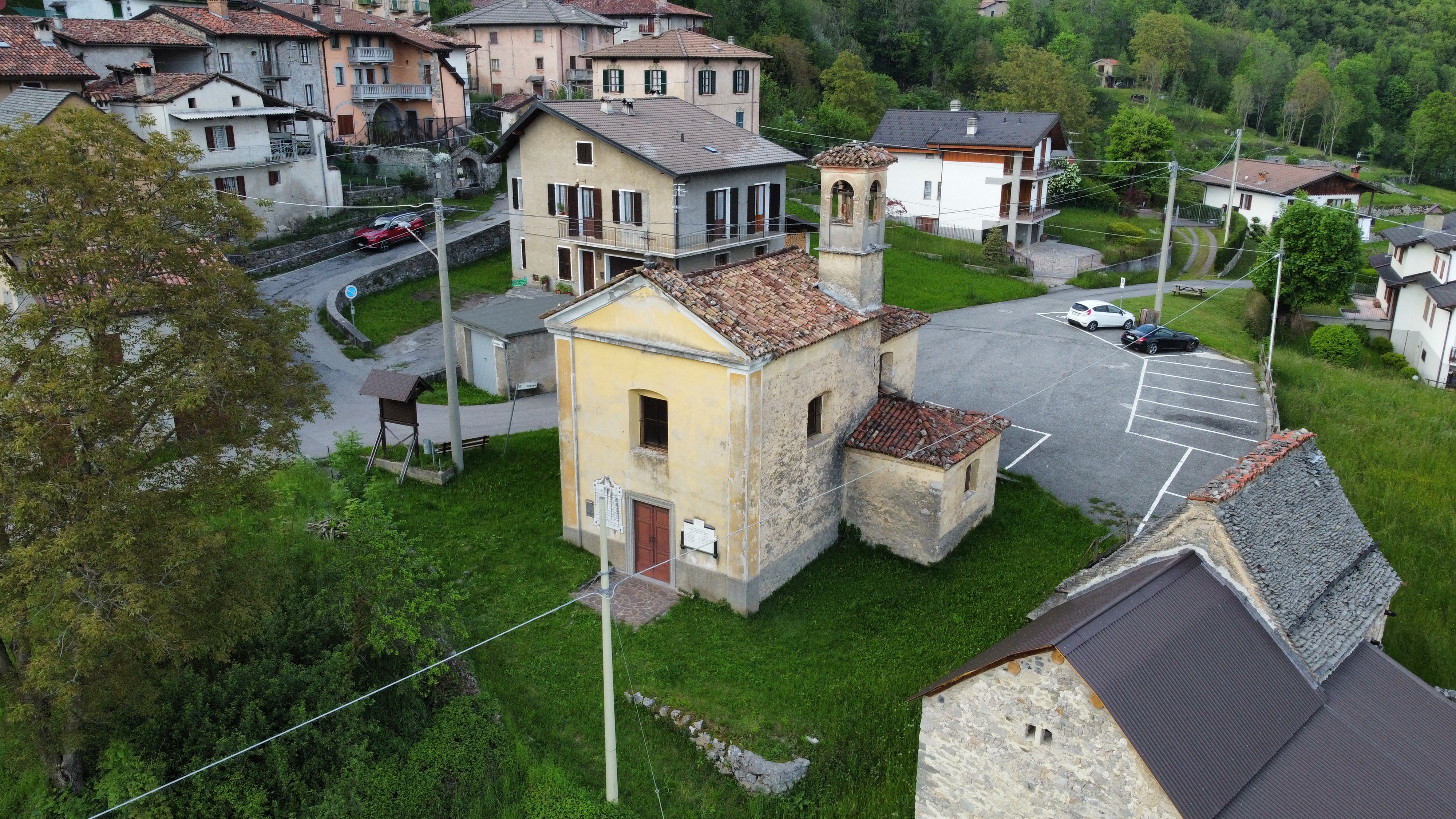
L'oratorio di San Francesco d'Assisi

L'edificio, collocato al limitare della contrada del Grasso, nei pressi di Pizzino, venne costruito 1758 ma rimase incompiuto a causa di una controversia tra gli abitanti del borgo e il parroco di allora Don Luigi Biava Salvioni, a causa della costruzione del campanile della chiesa Parrocchiale successivamente terminato nel 1778. La chiesa rimase adibita a magazzino per 177 anni a disposizione dei mandriani che si recavano in alpeggio durante i mesi estivi. L'edificio, che intanto era diventato di proprietà del comune di Taleggio, venne donato alla Fabbriceria parrocchiale dal podestà Giacomo Bellaviti nel 1935. Consacrato il 3 di agosto dello stesso anno venne abbellito dalla pala d'altare dipinta da Vittorio Manini raffigurante San Francesco d'Assisi con il lupo e l'agnello. Per l'occasione sulla facciata esterna sono state poste due lapidi a memoria di 25 caduti pizzinesi periti durante le guerre mondiali.

### Architetture civili

#### Fontana di San Francesco
Poco distante dall'oratorio, imboccando Via Retaggio è possibile imbattersi nella fontana di San Francesco, esempio di abbeveratoio e lavatoio a servizio delle abitazioni del borgo. La fonte si sviluppa in una nicchia coperta da un arco a tutto sesto. Sopra la vasca è presente una iscrizione recante il cantico delle creature, come rimando alla dedicazione della chiesa del borgo. 

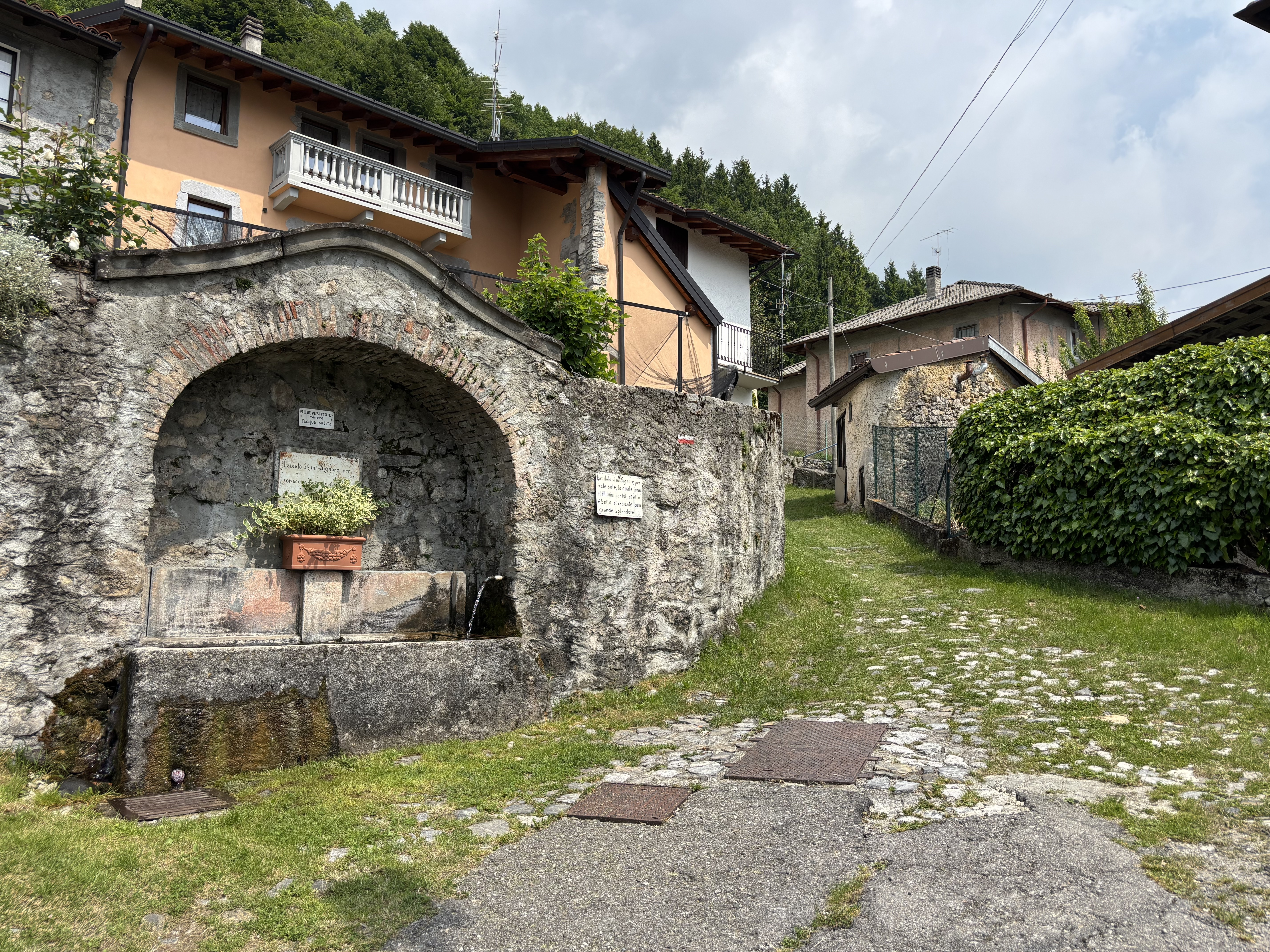
La fontana nel borgo

## Descrizione

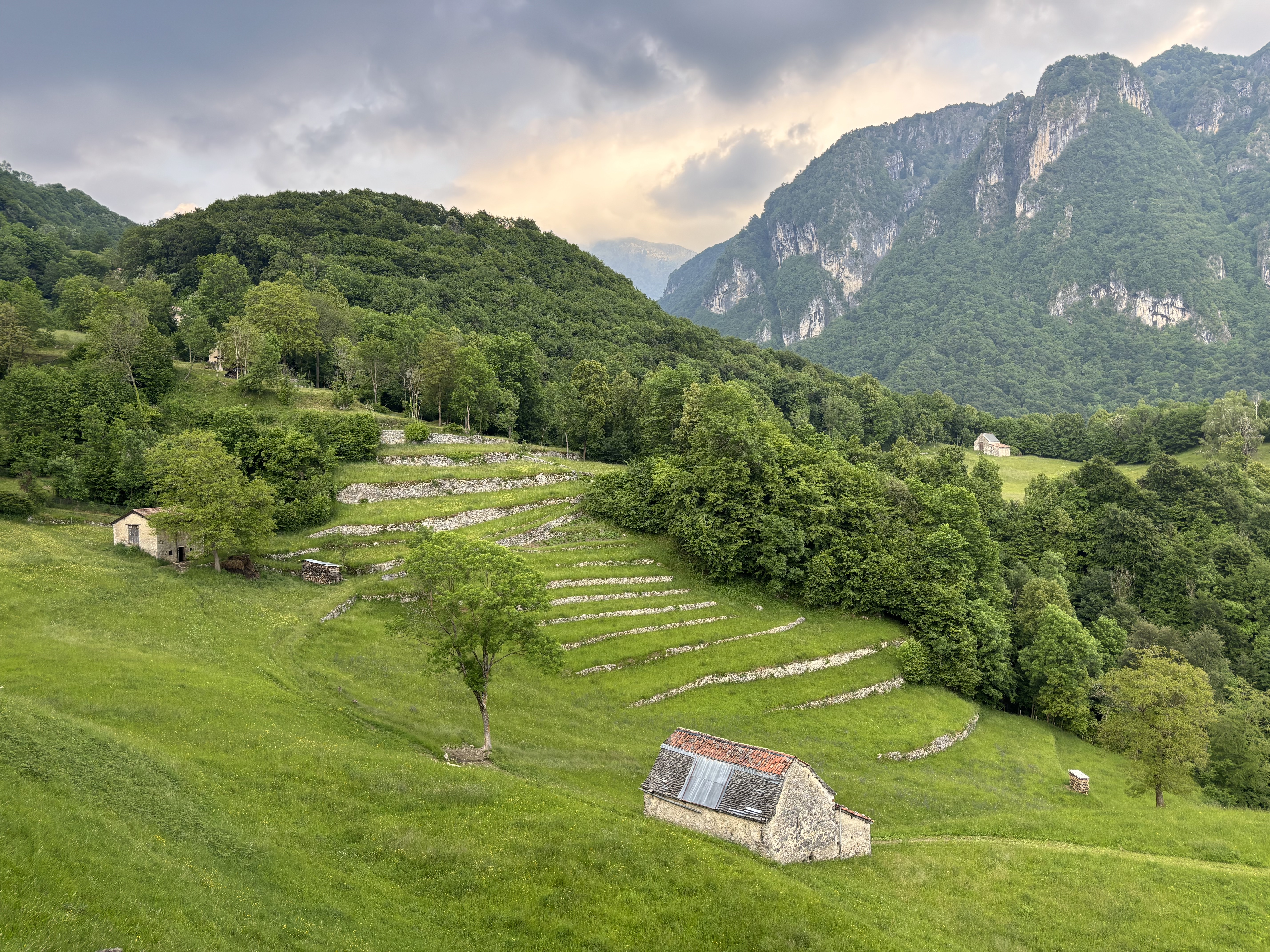
I terrazzamenti

La contrada si sviluppa in due nuclei ben distinti: la parte storica al limitare del bosco e la parte moderna. Nella parte antica sono presenti abitazioni di particolare interesse storico costruite dal XVIII al XX secolo. Numerosi sono i tetti tradizionali in piöde: le lastre di ardesia tradizionali della Val Taleggio e Imagna. Gli stretti viottoli, fatta eccezione per una parte carrozzabile, sono ancora sterrati o mulattiere. 
Retrostante alla chiesa è presente un ampio parcheggio di recente costruzione.

## Economia
L'economia del Grasso, è strettamente legata all'allevamento di bovini per la produzione di latte e carne. Questa attività agropecuaria è stata una componente fondamentale della vita economica e culturale della comunità locale per molti decenni. Dal 1700 fino alla seconda metà del XX secolo era presente il fenomeno dei bergamini, abitanti della pianura milanese e lodigiana che d'estate migravano negli alpeggi della Valle con il bestiame. A causa delle difficili condizioni economiche, dello spopolamento e dell'avvento tecnologico con la modernizzazione delle tecniche di allevamento, questo fenomeno scomparì lentamente ed inesorabilmente nel secondo dopoguerra.

## Infrastrutture e trasporti
Grasso è collegato alla strada Provinciale 25 San Giovanni Bianco-Val Bordesigli tramite una strada comunale carrozzabile.
Appena fuori dall'abitato si dipana una fitta rete di sentieri escursionistici e mulattiere che raggiunge gli alpeggi in quota, la sottostante Valle Asinina e il Monte Cancervo.